# Jürgen Trittin
Jürgen Trittin (født 25. juli 1954, Bremen, Vesttyskland) er en tysk politiker fra Bündnis 90/Die Grünen. Han var forbundsminister for miljø, naturbeskyttelse og atomsikkerhed 1998 til 2005 i Tyskland. Han blev senest genvalgt til forbundsdagen ved valget i 2013, og er gruppeformand i parlamentet for Bündnis 90/Die Grünen, som han ved valget var topkandidat for sammen med Katrin Göring-Eckardt.